# Paul Greengrass
Paul Greengrass (Cheam, Surrey, 13 de Agosto de 1955) é um realizador britânico.

## Filmografia
- 2020 - News of the World[2]
- 2018 - 22 July[3]
- 2016 - Jason Bourne
- 2013 - Captain Phillips
- 2010 - Green Zone
- 2007 - The Bourne Ultimatum
- 2006 - United 93
- 2004 - The Bourne Supremacy
- 2004 - Omagh (filme para TV)
- 2002 - Bloody Sunday
- 1999 - The Murder of Stephen Lawrence (TV)
- 1998 - The Theory of Flight
- 1997 - The Fix (TV)
- 1996 - The One That Got Away (TV)
- 1994 - Open Fire (TV)
- 1993 - When the Lies Run Out (TV)
- 1989 - Resurrected

## Principais prémios e nomeações
- Recebeu uma nomeação ao Óscar de Melhor Realizador, por United 93 (2006).
- Ganhou o BAFTA de Melhor Realizador, por United 93 (2006).
- Recebeu uma nomeação ao BAFTA de Melhor Filme Britânico, por United 93 (2006).
- Recebeu uma nomeação ao BAFTA de Melhor Argumento Original, por United 93 (2006).
- Recebeu uma nomeação ao Independent Spirit Awards de Melhor Filme Estrangeiro, por Bloody Sunday (2002).
- Recebeu uma nomeação ao European Film Awards de Melhor Realizador, por Bloody Sunday (2002).
- Recebeu uma nomeação ao European Film Awards de Melhor Argumento, por Bloody Sunday (2002).
- Recebeu uma nomeação ao Prémio Bodil de Melhor Filme Americano, por United 93 (2006).
- Ganhou em 2005 o Prêmio Especial Alan Clarke, por suas contribuições a televisão britânica.[4][5]
- Ganhou o BAFTA de Melhor Série de Drama Único como produtor, por Omagh (2004).[6][7]
- Ganhou o Urso de Ouro no Festival de Berlim, por Bloody Sunday (2002).
- Ganhou o Prémio Ecuménico do Júri no Festival de Berlim, por Bloody Sunday (2002).
- Ganhou o Prémio do Público de Melhor Filme no Sundance Film Festival, por Bloody Sunday (2002).